# Parc national des Éléphants d'Addo
Le parc national des Éléphants d'Addo  (en : Addo Elephant National Park) est un parc national réservé aux éléphants d'Afrique, situé à Addo, à proximité de Port Elizabeth en Afrique du Sud. Il est l'un des 20 parcs nationaux reconnus du pays, et le troisième plus étendu après le parc national Kruger et le parc transfrontalier de Kgalagadi.

## Histoire
Le parc fut fondé en 1931, à la suite des efforts de l'entomologiste Sydney Skaife, pour offrir un sanctuaire aux quelques éléphants rescapés de la région. Il accueille désormais plus de 450 éléphants, ainsi que de nombreux autres mammifères sauvages d'Afrique. 

### Étendue
Le parc a été largement agrandi depuis ses débuts, pour inclure la Woody Cape Nature Reserve qui s'étend de l'embouchure de la Sundays River jusque Alexandria et une réserve marine, comprenant St. Croix Island et Bird Island, d'importants sanctuaires pour des oiseaux et d'autres animaux marins. Bird Island abrite notamment la plus importante colonie du monde de Fous du Cap - environ 120 000 oiseaux - ainsi que la seconde plus importante population de manchots du Cap, la plus importante étant St Croix island.

## Tourisme
Le parc accueille annuellement environ 120 000 visiteurs. Environ 54 % des visiteurs viennent de l'étranger, en particulier des Pays-Bas, d'Allemagne et Grande-Bretagne. 
Le camp principal comprend, outre un hébergement, une piscine, un restaurant, un point d'eau pour les animaux, et plusieurs hébergements concessionnaires privés. 
Les routes de l'entrée principale et deux boucles de visite sont constituées de terre battue, et les autres pistes sont empierrées. Il existe un autre accès au sud vers la route nationale 2 à Colchester, qui permet de rejoindre le réseau existant du parc.  

## Faune et flore

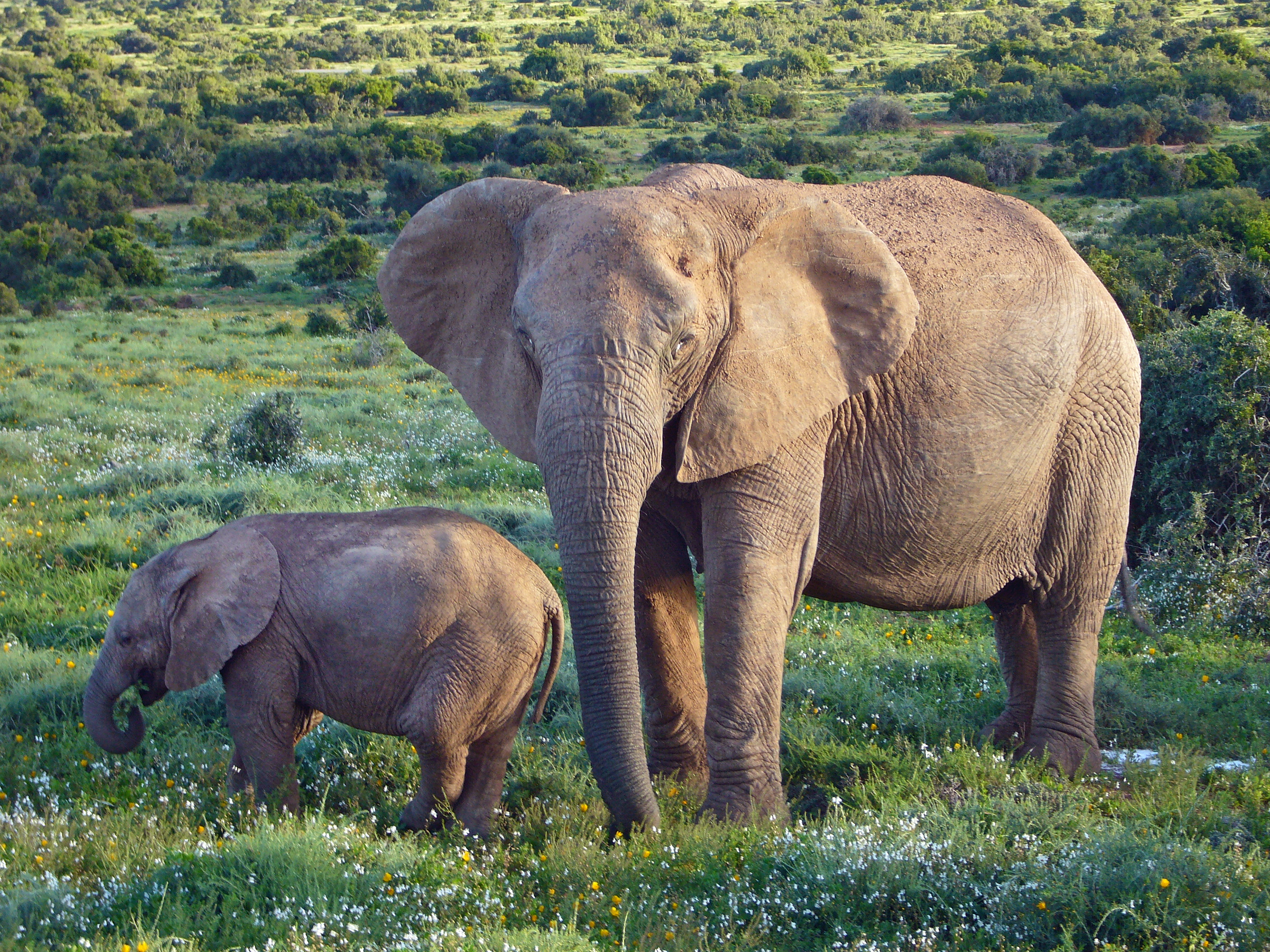
Eléphants

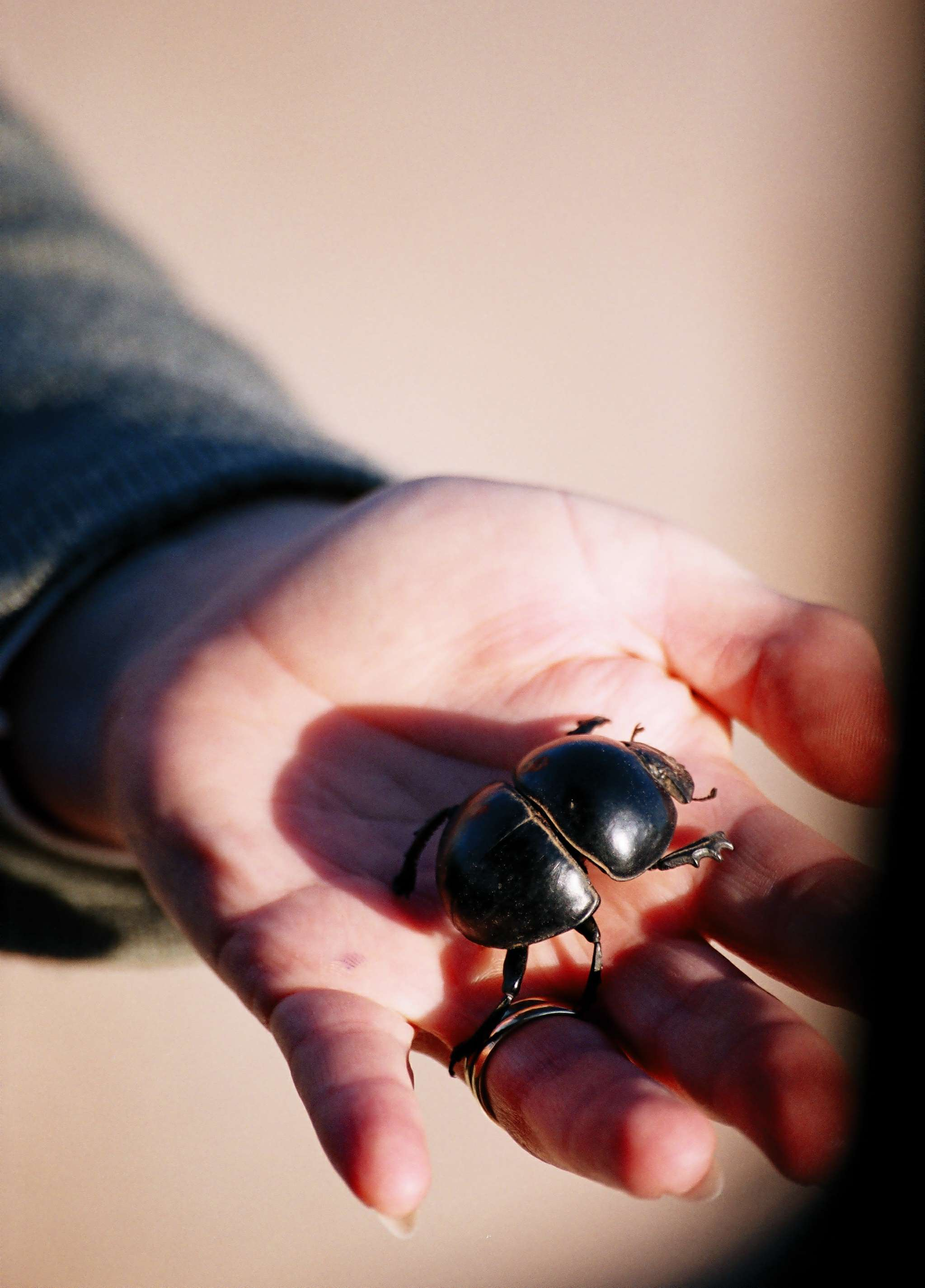
Bousier

Plus de 450 éléphants, plus de 400 buffles, plus de 48 rhinocéros noirs ainsi que de nombreuses espèces d'antilopes. Des lions et des hyènes tachetées ont été récemment ré-introduits dans le parc. On y retrouve des espèces endémiques telles que le zèbre de Bruchell ou le potamochère. Les reptiles, les amphibiens et les oiseaux sont aussi très nombreux. 
Addo Elephant rassemble une importante population de bousiers Circellium bacchus. La flore est également variée, et constitue l'essence du système écologique de l'endroit. Cinq des neufs biomes identifiés en Afrique du Sud sont rassemblés à Addo Elephant. De nombreuses plantes sont rares voire endémiques, et courent des risques d'extinction.

## Extinctions et surpopulations
Le parc doit faire face à deux problématiques majeures : les extinctions et les surpopulations d'espèces, généralement liées. Depuis la mise en œuvre originelle de la réintroduction de grands herbivores (dont éléphants et rhinocéros noirs), diverses actions ont été prises en vue de favoriser ces espèces. Finalement, il est constaté que cela se traduit par la raréfaction d'espèces spécifiques (piétinement, surconsommation, etc), essentiellement du fait des éléphants du parcs. Cette menace sur les espèces se traduit par des disparations, mais aussi par des adaptations spécifiques, notamment par sélection naturelle. Certains biologistes affirment que les herbivores ne sont pas les seuls responsables de cette évolution, mais que d'autres causes diverses peuvent être invoquées. Plus de 70 espèces de plantes endémiques à l'Afrique du Sud y ont été considérées comme « vulnérables à la circulation d'éléphants ».